# 高見澤安珠
高見澤 安珠（たかみざわ あんじゅ、1996年3月6日 - ）は、資生堂ランニングクラブに所属していた日本の陸上競技選手。高等学校時代は中距離走をメインとしていたが、大学進学後3000m障害を開始した。2016年、日本選手権で大会新記録をマークして優勝、2016年リオデジャネイロオリンピックに出場した。

## 経歴

### 高校まで
紀宝町立神内小学校時代はソフトテニスをしていた。ダブルスの時は前衛を務めたが本人によれば下手だったといい、当時の特技は木登りと四つ葉のクローバー探しだった。2008年、6年生の時に始まった美し国三重市町対抗駅伝で紀宝町代表に選抜された。応募したのは高見澤を含め2人（もう1人はダブルスを組んだ友達）だけで、選考会で勝利し1区に出場、7位だった。
紀宝町立矢渕中学校では陸上部に所属した。毎年全国大会に出場する強豪のソフトテニス部と迷ったが、楽しかった駅伝競走の経験を胸に陸上部を選択、主に800mと1500mをしていた。2009年、中学2年の時に三重県大会で入賞した。しかし中学3年時に陸上部の顧問が転任したことと反抗期が重なり陸上から遠ざかったこともあったが、三重県立津商業高等学校の顧問からスカウトされたことをきっかけに再起した。
津商業高校に進学後、顧問の指導によりダチョウ走りや長靴を履いてウォーキング・ジョギングなどの特殊な練習を続ける。高校1年の頃は中距離選手の層が厚く、三重県高等学校総合体育大会（県総体）には400mに出場した。2012年、高校2年で800mの代表の座を獲得、県総体で優勝、東海大会で4位入賞を果たし、全国高等学校総合体育大会（インターハイ）では2分10秒34をマークし、三重県高校記録を更新した。同年は全国高等学校駅伝競走大会にも出場し、2区に起用された。しかし高校3年時は怪我により3か月の離脱を余儀なくされ、活躍できなかった。高校進学当初は卒業後に就職する予定だったが、松山大学の大西崇仁監督に声をかけられ進学を決意した。

### 大学時代
2014年に松山大学経営学部に進学、駅伝部に所属した。ここから3000m障害に種目を変更、当初はあまりのきつさに閉口したが継続し、日本学生陸上競技対校選手権大会で2位に入賞した。この時の記録10分0秒99は日本ジュニア記録を更新した。2015年はアジア陸上競技選手権大会で初めての国際大会を経験、その1週間後に開かれた日本学生陸上競技個人選手権大会では10分8秒40の大会新記録で初優勝した。6月28日の日本選手権では序盤から先頭を走り、終盤に追い上げてきた森智香子を振り切り、9分55秒79で初優勝を飾った。これは自身の持つジュニア記録を更新し、ジュニア選手として初めて9分台を記録した。この成績を評価され、9月13日にフランス・パリで開かれたデカネーションの日本代表に選抜され、4位ではあったが9分53秒72の日本学生新記録を樹立した。本人はリオデジャネイロオリンピックの参加標準記録9分45秒の突破を目標として大分県の久住高原で走り込みを行ってきたことから、悔いの残る結果となった。
2016年6月25日、名古屋市で開かれた日本選手権で9分44秒22をマークし2連覇を果たし、リオデジャネイロオリンピックの参加標準記録を突破、日本代表の座を獲得した。レース終盤に転倒するハプニングもあったが持ち直し、自己ベストを9秒以上上回っただけでなく、大会新記録でもあった。松山大関係者の夏季オリンピック代表への選抜は土佐礼子以来2人目で、在学中に選抜されたのは高見澤が初めてである。オリンピック予選では、序盤こそ先頭集団に付けたものの徐々に追い抜かれ、組の中で最下位で競技を終えた。記録も9分58秒59と振るわず、「海外の選手にはまだ歯が立たない」とコメントした一方で、4年後の東京オリンピックへの決意も表明した。
オリンピックから約2か月半後の10月30日に行われた第34回全日本大学女子駅伝ではアンカーの6区を任せられる。オリンピックでの活躍に刺激を受けたチームメイトが2区・4区・5区で区間賞（4区では区間新）を獲得し5区で首位に。そのまま襷を受け取ると6連覇を狙う立命館大学の大森菜月の追走を振り切り17分3秒の区間新記録で初優勝のフィニッシュテープを切った。

## 人物
趣味はショッピングとカラオケ。時に1人カラオケもするという。また道後温泉が近くにあるため、温泉をよく利用する。
陸上を始めるきっかけとなった美し国三重市町対抗駅伝には、紀宝町代表として小学校6年（2008年）の初出場から大学1年（2015年）まで8回連続出場した。2015年には区間賞を獲得し、区間記録を樹立している。2016年は日本国外への遠征と重なったため出場できなかったが、本人は日本選手権やオリンピック同様の重要な試合と位置付けており、今後も可能な限り出場する意欲を示している。憧れの選手は同じく三重県出身の野口みずきで、中学時代から目標にしている。
紀宝町の成人式では約120人の新成人を代表して宣誓を務めた。

## 主な成績
| 年   | 大会             | 会場                      | 順位          | 種目    | 記録     | 出典              |
| ---- | ---------------- | ------------------------- | ------------- | ------- | -------- | ----------------- |
| 2015 | アジア選手権     | 中国 武漢                 | 5位           | 3000mSC | 10:47.07 | [ 12 ]            |
| 2015 | 日本選手権       | 日本 新潟                 | 1位           | 3000mSC | 9:55.79  | [ 6 ]             |
| 2015 | デカネーション   | フランス パリ             | 4位           | 3000mSC | 9:53.72  | [ 8 ]             |
| 2016 | アジア室内選手権 | カタール ドーハ           | 4位           | 3000m   | 9:44.58  | [ 13 ]            |
| 2016 | 日本選手権       | 日本 名古屋               | 1位           | 3000mSC | 9:44.22  | [ 2 ] [ 3 ] [ 9 ] |
| 2016 | オリンピック     | ブラジル リオデジャネイロ | 49位 （予選） | 3000mSC | 9:58.59  | [ 10 ] [ 14 ]     |